# William F. Claxton
Ne pas confondre avec l'écrivain et photographe américain William Claxton (1927-2008).
William Francis Claxton est un réalisateur, monteur, producteur et scénariste américain né le 22 octobre 1914 dans le comté de Los Angeles en Californie aux États-Unis, décédé le 11 février 1996 à Santa Monica.
Il a réalisé un certain nombre de films pour Robert L. Lippert. Il a également réalisé et produit des épisodes de Bonanza, de la série de NBC-TV La Petite Maison dans la prairie et a également réalisé des épisodes des séries de NBC-TV Le Grand Chaparral, Le Grand Frère et Fame, ainsi que de L'Homme à la carabine (pour ABC) et The Twilight Zone (CBS).

## Biographie
Claxton débute à Hollywood en tant que monteur de films dans les années 1940, où il est employé comme monteur pour Edward Small Productions, alors qu'il passe à la réalisation de longs métrages dans les années 1950 et 1960 et se plonge également dans la réalisation télévisuelle durant cette période.

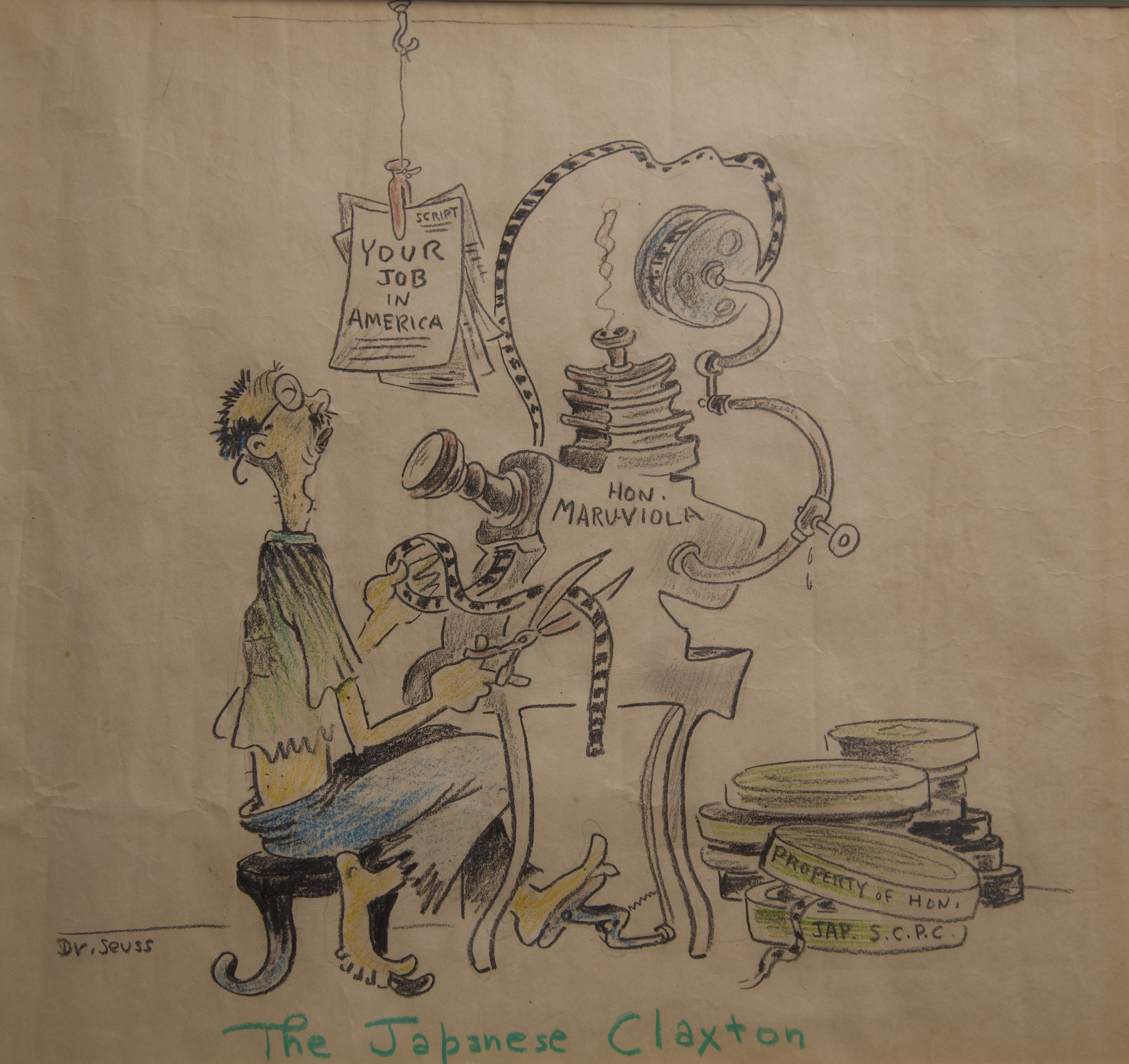
Dessin réalisé pendant la Seconde guerre mondiale.

Pendant la Seconde guerre mondiale, Claxton sert dans le Signal Corps de l'U.S. Army avec le grade de captain. Il travaille sous la direction de Frank Capra en tant que monteur sur la série Why We Fight. Il travaille aux côtés de Theodor Seuss Geisel (Dr. Seuss) au département animation et cinéma de l'armée américaine.
Claxton est surtout connu pour son travail à la télévision, où il a été pendant longtemps producteur et réalisateur de la série anthologique chrétienne en syndication This is the Life (en), de 1951 à 1980 (ce fut son premier travail à la télévision).

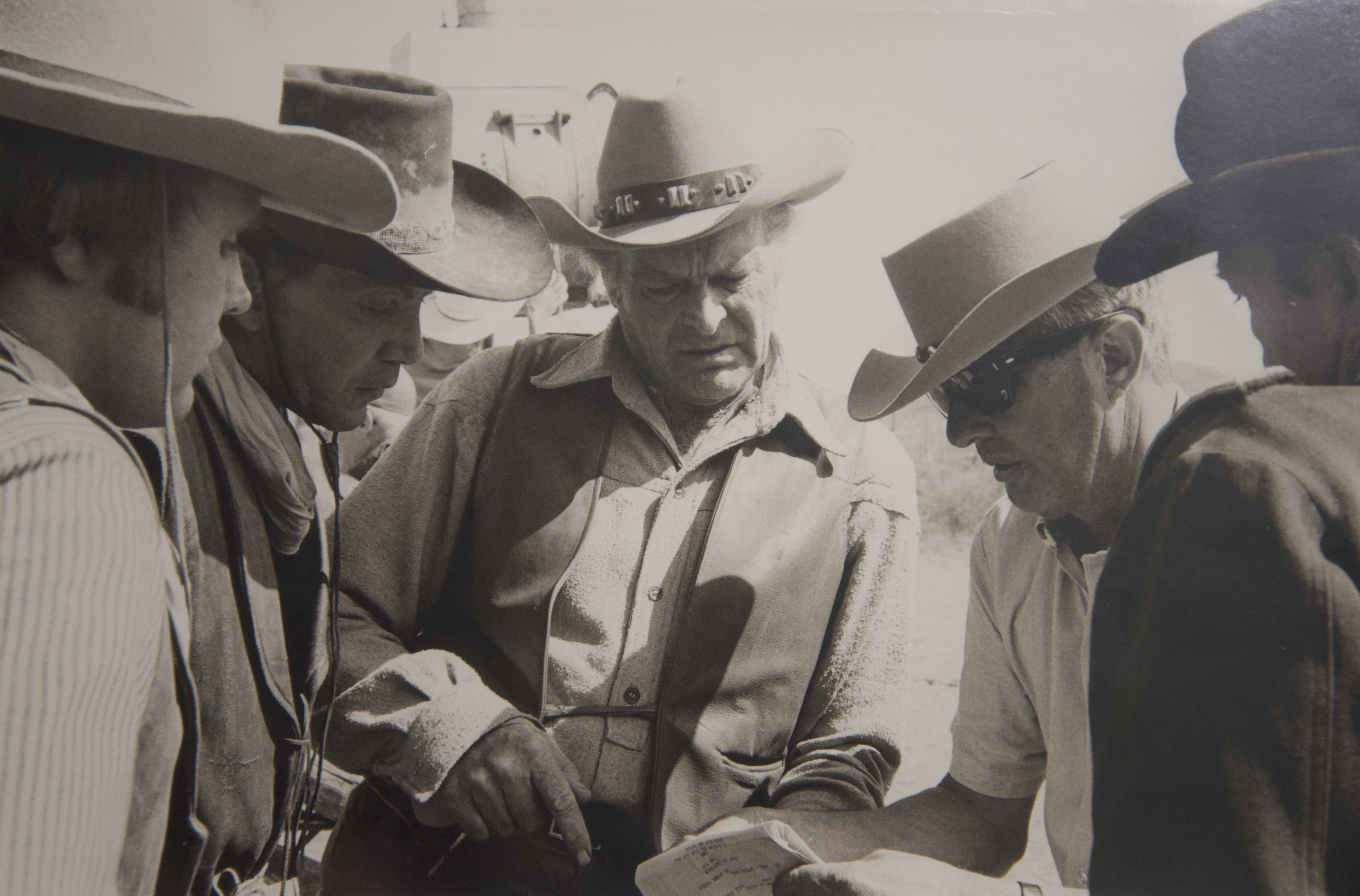

Il passe une grande partie des années 1950 à la Regal Pictures de la 20th Century Fox, produisant des films à moyen budget, dont God Is My Partner (en) (1956) et Desire in the Dust (1960) ; à l'occasion, comme dans la distribution de Rockabilly Baby (en) (1957), il produit et réalise.
Claxton était un ami proche de l'acteur Michael Landon, avec qui il a travaillé sur les séries de NBC-TV Bonanza, La Petite Maison dans la prairie puis Les Routes du paradis, et qui a également apprécié la série This is the Life, à laquelle Claxton a participé. Claxton a également réalisé le pilote de la série Bonanza : La Nouvelle Génération (1988).

## Filmographie

### Comme réalisateur
- 1948 : Half Past Midnight (en)
- 1949 : Tucson (en)
- 1951 : All That I Have
- 1954 : Fangs of the Wild (en)
- 1956 : Stagecoach to Fury (en)
- 1957 : The Quiet Gun (it)
- 1957 : God Is My Partner (en)
- 1957 : Rockabilly Baby (en)
- 1957 : Young and Dangerous (en)
- 1958 : L'Homme à la carabine (The Rifleman) (série télévisée)
- 1959 : Law of the Plainsman (en) (série télévisée)
- 1960 : I'll Give My Life (en)
- 1960 : Rawhide (série TV)
- 1960 : Young Jesse James (en)
- 1960 : Desire in the Dust
- 1964 : Condamné à être pendu (Law of the Lawless)
- 1964 : La diligence partira à l'aube (Stage to Thunder Rock)
- 1965 : A Letter to Nancy
- 1969 : Love, American Style (série télévisée)
- 1972 : Les Rongeurs de l'apocalypse (Night of the Lepus)
- 1974-1983 : La Petite Maison dans la prairie (série télévisée)
- 1974 : The Cowboys (en) (série télévisée)
- 1975 : The Blue Knight (en) (série télévisée)
- 1976 : The American Parade (feuilleton TV)
- 1977 : Huit, ça suffit ! (Eight Is Enough) (série télévisée)
- 1984 : Les Routes du paradis (Highway to Heaven) (série télévisée)
- 1985 : Le Fantôme de Canterville (en) (The Canterville Ghost) (TV)
- 1986 : Our House (série télévisée)
- 1988 : Bonanza: The Next Generation (TV)

### Comme monteur
- 1940 : Golden Gloves
- 1940 : Kit Carson
- 1941 : Cheers for Miss Bishop
- 1941 : Cinquième bureau (International Lady)
- 1941 : Vendetta (The Corsican Brothers) de Gregory Ratoff
- 1942 : Friendly Enemies
- 1943 : The Fighting Buckaroo
- 1943 : Let's Have Fun
- 1943 : Saddles and Sagebrush (en)
- 1943 : Hail to the Rangers
- 1946 : Rendezvous 24 de James Tinling
- 1946 : Deadline for Murder de James Tinling
- 1946 : Strange Journey de James Tinling
- 1946 : Dangerous Millions de James Tinling
- 1947 : Backlash (en)
- 1947 : Roses Are Red de James Tinling
- 1947 : Jewels of Brandenburg
- 1947 : The Crimson Key
- 1947 : Second Chance de James Tinling (superviseur du montage)
- 1947 : The Invisible Wall
- 1947 : Dangerous Years
- 1948 : Fighting Back
- 1948 : Night Wind de James Tinling
- 1949 : Miss Mink of 1949
- 1950 : The Golden Gloves Story (en)
- 1951 : All That I Have
- 1951 : Home Town Story

### Comme producteur
- 1957 : Young and Dangerous (en)
- 1957 : Rockabilly Baby (en)